# Giuliana Novak
Giuliana Mickaela Novak (Córdoba, Argentina, 29 de noviembre de 1994) es una karateca argentina que compite en la categoría hasta 55kg. Fue campeona panamericana en 2016.

## Trayectoria
Inició en esta disciplina a los 3 años de la mano de su padre y entrenador Eduardo Novak. Es parte de la selección nacional Argentina desde los 12 años. Estudia el profesorado de Educación física y da clases de karate a niños menores de 12 años.  
Es la primera mujer argentina en convertirse en campeona panamericana y la única argentina que participó en los Juegos Mundiales que se llevaron a cabo en Breslavia, Polonia.
En categorías juveniles obtuvo importantes resultados, entre los que se destacan el segundo puesto en Kumite 16 y 17 años – 53 kg en el  Panamericano Juvenil en Cancún, México, agosto de 2012. Ese mismo año, logra la medalla de bronce en el Mundial Juvenil en Corfú, Grecia. En el 2014, en el Campeonato Sudamericano Juvenil consigue el tercer puesto Kumite Femenino por Equipos. En el Campeonato Panamericano cadetes, juvenil y under 21 2015 que se desarrolló en Santa Cruz de la Sierra, Bolivia, consigue la medalla de plata en Kumite U21 -55 kg.
En categoría mayor, Novak logra su resultado más importante al consagrarse campeona en el XXXI Panamericano de mayores Río de Janeiro 2016 en la categoría Kumite -55 kg. En la final vence a la peruana Alessandra Vindrola por 3 a 2. Se convirtió en la primera mujer argentina en ganar un título panamericano. En 2017 participa de los Juegos Mundiales de Polonia obteniendo la quinta ubicación. En el Campeonato Panamericano que se disputó en Curazao, ese mismo año, Novak junto a Yamila Benítez, consiguen el tercer puesto en Kumite femenino por equipos.

## Reconocimientos
- Premio Estímulo de La Voz del Interior 2010.[9]
- Premio Olimpia de Plata 2016.[10]